# Pubugna
Pubugna est une ancienne localité Tongva du comté de Los Angeles, en Californie. Il était localisé à Alamitos.